# The Magnificent Seven (The Clash)
"The Magnificent Seven" is een single van de Britse punkgroep The Clash afkomstig van hun album Sandinista! uit 1981.

## Inhoud
De band rond zanger Joe Strummer haalde haar inspiratie voor het nummer bij rap en hiphop-pioniers als The Sugarhill Gang en Grandmaster Flash and the Furious Five. "The Magnificent Seven" was de eerste poging van een rockband om originele rapmuziek te schrijven en uit te voeren, en een van de vroegste voorbeelden van hiphopplaten met een politieke en sociale inhoud. Paul Simonon, de vaste basgitarist van The Clash, heeft niet meegewerkt aan de single. Simonon werd op bas vervangen door Norman Watt-Roy van de rockband The Blockheads. Ook op de single "Rock the Casbah" speelt Simonon geen bas, maar verzorgt hij de achtergrondzang. "The Magnificent Seven" bestaat uit achtergrondzang van leadgitarist Mick Jones en drummer Topper Headon ("You lot! What? Don't stop, give it all you got").
Het nummer staat onder meer bekend om het banale refrein door Strummer, "Ring, ring 7 am / Move yourself to go again", "Cold water in the face / Brings you back to this awful place". Het rauwe, hese stemgeluid eigen aan Strummer komt sterk naar boven in het post-chorus aan het eind: "The Magnificent Seven! / Magnificent!". "The Magnificent Dance" is de 12-inch dance-variant van het nummer die wordt toegeschreven aan Simonon, Strummer en manager Bernie Rhodes (Pepe Unidos).

## Bezetting
- Joe Strummer – Zang, Piano
- Mick Jones – Gitaar, Achtergrondzang
- Topper Headon – Drums, Achtergrondzang
- Norman Watt-Roy – Basgitaar

## Hitnoteringen

### NPO Radio 2 Top 2000
| Nummer met noteringen in de NPO Radio 2 Top 2000 | '16  | '17  |
| ------------------------------------------------ | ---- | ---- |
| The Magnificent Seven                            | 1853 | 1713 |

1. ↑  Een vetgedrukt getal geeft de hoogste notering aan.
2. ↑  2016 was het eerste jaar met een notering voor dit nummer.
3. ↑  Deze tabel is bijgewerkt tot en met de laatste editie (2024).